# Biserica de lemn din Izvoarele

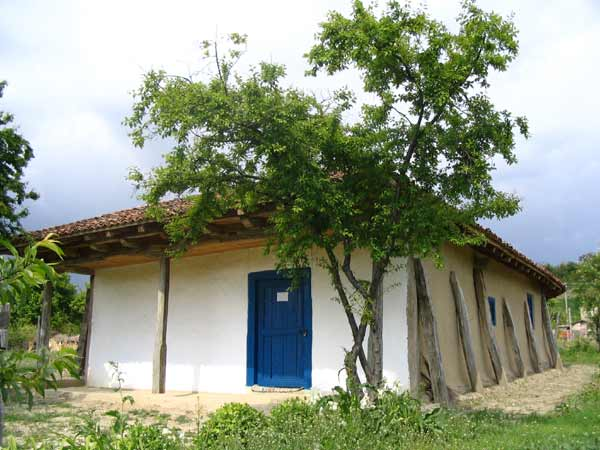
Biserica din Izvoarele, Constanţa, după restaurare. Foto 2001.

Biserica de lemn din Izvoarele se află în satul omonim, fostul Pârjoaia, din județul Constanța.
Aceasta biserică este ridicată în tehnica paiantei, adică are o structură de lemn și pereți izolați cu pământ bătut și chirpici. Structura este susținută de stâlpi de lemn înfipți în pământ cu pereți din împletitură de nuiele între ei, un relict din epocile cele mai vechi ale acestor locuri. Biserica din Izvoarele, împreună cu cele similare din satele vecine Satu Nou (1863) și Strunga, formează un grup restrâns, cu totul aparte în arhitectura sacrală de lemn din România și din Europa. Biserica a fost ridicată anterior anului 1877 și a fost restaurată în anul 2001. Biserica se află pe lista nouă a monumentelor istorice sub codul: CT-II-m-A-02893.

## Documentare
Meritul deosebit de a identifica această biserică îi revine arhitectului Vlad Calboreanu, care a salvat-o de la distrugere în anul 2001. Cu această ocazie, a realizat o documentare detaliată a bisericii și a scos în evidență trăsăturile tehnice arhaice în care a fost construită.

## Trăsături

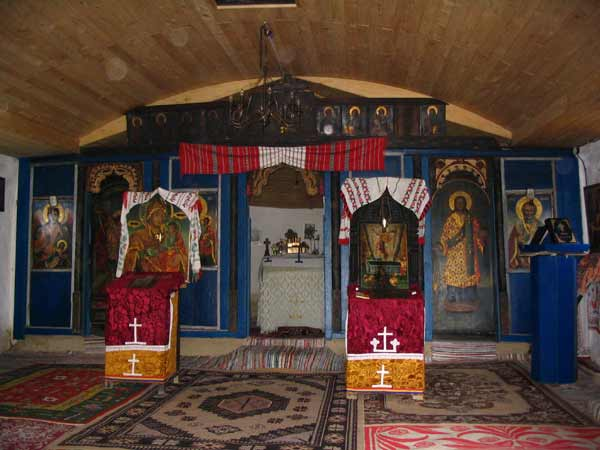
Iconostasul bisericii după restaurare. Foto: 2001.

În mod sigur se pierd monumente istorice și de cultură fără măcar să știm că s-au pierdut.
Biserica "Sf.Dumitru" din satul Izvoarele jud. Constanța îndeplinea toate condițiile pentru aceasta: prea mică, prea departe de un circuit, prea departe de autorități, situată într-o comunitate prea puțin numeroasă și prea săracă, aparținând unei parohii din alt sat, cu un preot prea în vârstă ca să se mai deplaseze, etc, etc...
Totuși, biserica este un unicat, care îmbogățește patrimoniul cultural dovedind diversitatea lui și nu numai, putând umple un gol sau acoperi o pată albă din istoria arhitecturii creștine din România, prin concluziile ce se impun în urma restaurării monumentului.
Să încercăm o prezentare foarte sumară: este o biserică de dimensiuni mici, practic cât o casă, de cca 18 x 7,5 m, cu înălțimea de cca 3,5 m, fără turlă, dar care are totuși toate elementele unui lăcaș de cult: altar semicircular, naos, pronaos, pridvor, bolți din lemn peste altar și naos, icoane frumoase și în bună stare.
De aici înainte, totul o deosebește de monumentele de arhitectură cunoscute.

## Trăsături particulare

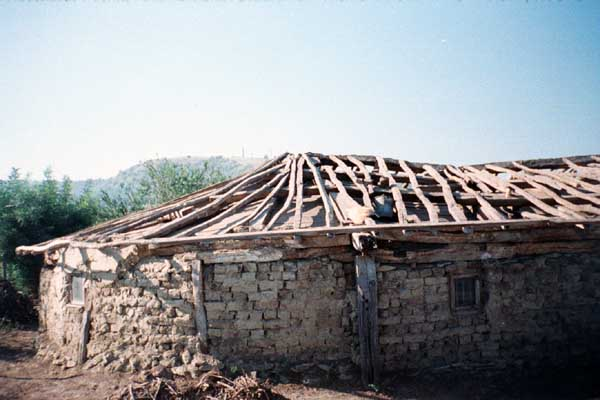
Partea de nord după ce s-a decopertat de lut şi de ţiglă, foto 2001.

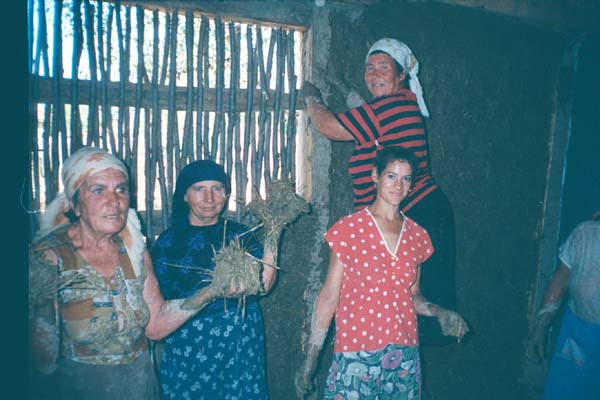
La lipit pereţii de nuiele, foto 2001.

Construcția este de tipul "semi îngropat", cu nivelul podelei altarului de la bun început sub nivelul de călcare, având doar pridvorul cu o treapta peste terenul în pantă.
Pereții au fost (și au rămas parțial) din împletitură de nuiele, bulgărită și lipită cu pământ, susținută de traverse între stâlpi din lemn îngropați cca 1 m în pământ fără nici o legătura între ei în partea inferioară. Peste stâlpi are grinzi longitudinale, dăltuite, îmbinate cu cepuri la stâlpi și cu cuie de lemn între ele, cu grinzi transversale foarte masive îmbinate în foarfecă la coamă, cu grinzi și căpriori la acoperiș, cioplite parcă din crăci, nu din trunchiuri drepte, peste care a fost așezată o împletitură de nuiele pe toată suprafața, apoi paie, peste care au fost așezate liber olanele.
Pentru a asigura construcția la împingerile laterale ale acoperișului și bolților, stâlpii au fost sprijiniți de contraforți din lemn, dăltuiți sus și îngropați în pământ la aceeași adâncime, asigurați cu cuie groase din lemn.
Toată construcția a fost realizată din lemn de stejar și toate îmbinările au fost făcute cu cuie din lemn. La acoperiș au fost folosite și cuie forjate de mană, probabil de la reparațiile ulterioare, dar nu s-a găsit nici un cui produs industrial.
Toate împletiturile erau din lemn tare - carpen și frasin. Bolțile din altar și naos au fost din lemn de brad, dar în mod cert nu au fost cele inițiale, ci refăcute prin anii '30, identice cu multe tavane ale caselor din sat.
Am cercetat atent toate elementele din lemn și nu am găsit nicăieri urme de fierăstrău, întreaga construcție fiind realizată doar din daltă și topor.
Caracterul unic al monumentului nu se sfârșește aici, ci mai mult contrazice tot ce învață în zilele noastre un arhitect:
Construcția nu a avut niciodată fundație. Întreaga greutate stă pe stâlpii îngropați, care o asigură și la solicitările orizontale dimpreună cu contraforții. Lipitura din pământ pe împletitură s-a făcut până la nivelul solului natural. 
Construcția nu a avut practic nici o orizontală, poate doar inițial la grinda peretelui dintre altar și naos și la grinda peretelui dintre naos și pronaos, acum ambele deformate. Pardoseala din pământ lipit a fost curățată de straturile succesive de lipitură, și s-a dovedit că pardoseala inițială urma aproximativ înclinarea terenului, cu diferențe de 12 cm între un colt și altul. Același lucru este valabil și pentru grinzile peste împletitură și pentru marginea de jos a acoperișului. 
Construcția nu a avut practic nici o verticală. Stâlpii pereților au fost înclinați vizibil și voit către interior pentru a prelua împingerile orizontale și pentru a da o stabilitate mai buna ansamblului. 
Despre lucrările de restaurare propriu zise, nu este timp să vorbim aici. Pentru cei interesați există jurnalul de șantier și sute de fotografii făcute în toate etapele lucrării. Amintim doar pentru a susține frazele de la început în ce stare se găsea construcția:
- Stâlpi ingropați putreziți în pământ - 100 %
- Pereți de împletitură compromiși - 80 %
- Grinzi longitudinale putrezite - 80 %
- Grinzi transversale devenite improprii- 50 %

De altfel grinda principală în axul altarului a căzut singură când s-au desfăcut scândurile ce făceau bolta altarului. La fel s-au desprins două travei de împletitură și zidul din pământ, care au căzut spre exterior la încercarea de demontare.

## Datare
Încercările de datare a construcției au rămas doar încercari.
În primul rând am avut surpriza să constatăm, săpând pentru îngroparea noilor stâlpi, că biserica de la altar până la poartă este așezată pe un vechi cimitir, posibil neolitic-cultura Gumelnița. S-au găsit vase din ceramică și oseminte .
Pictura de pe icoane ne trimite în sec XIX ,înainte de 1870.
Surse biografice atestă un loc de iernat pentru vase, pe Dunăre, în dreptul satului, pe la 1812, existând aici probabil și o așezare. Materialele arheologice din zonă ,unele găsite chiar în curtea bisericii, atesta o locuire intensă în sec IX - XIX.
În sat s-au găsit urme de locuire din perioada romană.
Monedele găsite frecvent în zonă sunt romane, bizantine, turcești și mai puține românești din sec XIX.
Datarea elementelor din lemn nu poate fi făcută cu ochiul liber, dar se poate aprecia că nu sunt din sec XX.
Comparația cu alte construcții din sat nu arată asemănări, acestea fiind făcute din cărămizi nearse și cu olanele așezate pe stuf, nu pe împletitura.
Pe de altă parte, biserica a suferit multiple renovări, piesele din lemn ce au fost odată folosite la șarpantă, le găsim refolosite la grinzile longitudinale. Toate renovarile au fost făcute până în epoca cuielor industriale. Prin aceste renovări și înlocuiri succesive se poate presupune că biserica, însăși poate fi mai veche decât elementele ei. Înălțimea mică și absența turlei par a indica faptul că a fost construită cândva, în vremea Imperiului Otoman.
De reținut este că numai cu toporul și cu dalta, biserica putea fi construită oricând în epoca creștina. Tipul de construcție semiângropată, cu pereți din împletitură, poate fi întâlnită din perioada neolitică, și, după cum se vede, până în prezent.
Important este că Biserica "Sfantul Dumitru" din satul Izvoarele județul Constanța apare ca exponenta unui tip de biserici - puține ramase în toată țara - care poate da un răspuns la întrebarea: "Ce fel de lăcașuri de cult au existat în secolele întunecate ale Evului Mediu în care locuitorii acestor meleaguri au rămas creștini, dar nu au rămas monumente religioase creștine?"
Lângă astfel de monumente poți simți măreția unui lăcaș mic, care păstrează în interior o atmosfera de credință creștină, la fel de impresionantă ca aceea resimțită în marile monumente.

## Restaurarea din 2001
Această biserică monument s-a restaurat cu multă muncă, cu multă dăruire, iar din punct de vedere financiar, cu numai 95 de milioane de lei din partea administrației de stat.
Luând în considerație că s-a făcut o reparație capitală a acestei biserici, începând cu partea de sub sol și terminând cu vârful acoperișului, înlocuind toate elementele compromise definitiv, este inutil să spunem că suma sus menționată, mică de altminteri pentru astfel de lucrări, nu a fost risipită și că ori de câte ori este posibil, lucrul în regie proprie este incomparabil mai ieftin .
Este credem, o soluție pentru felul cum, cu bani puțini, să reușim să facem să nu se mai piardă monumente de cultură fără măcar să știm că s-au pierdut.

## Galerie de imagini

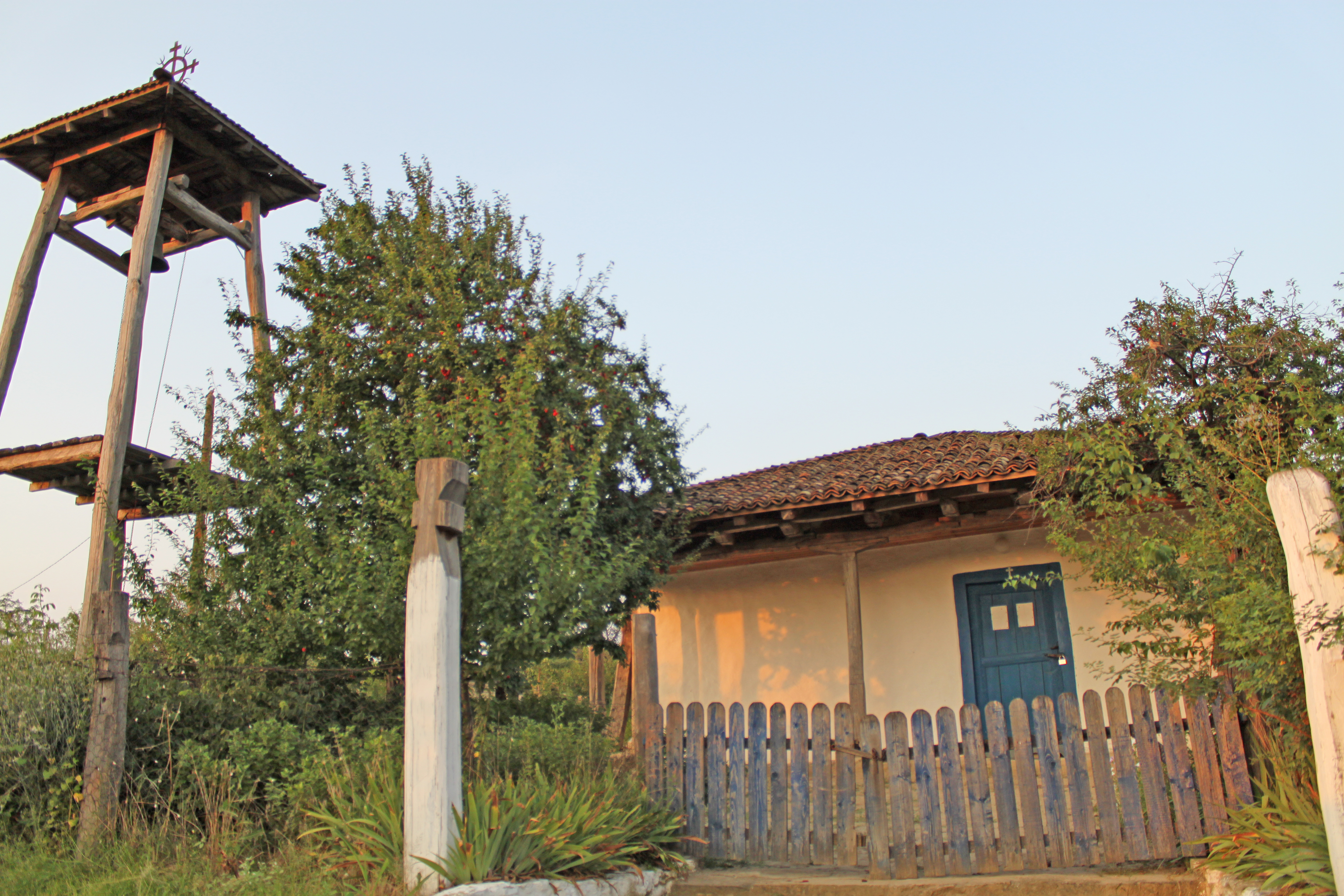
Biserica văzută din drum
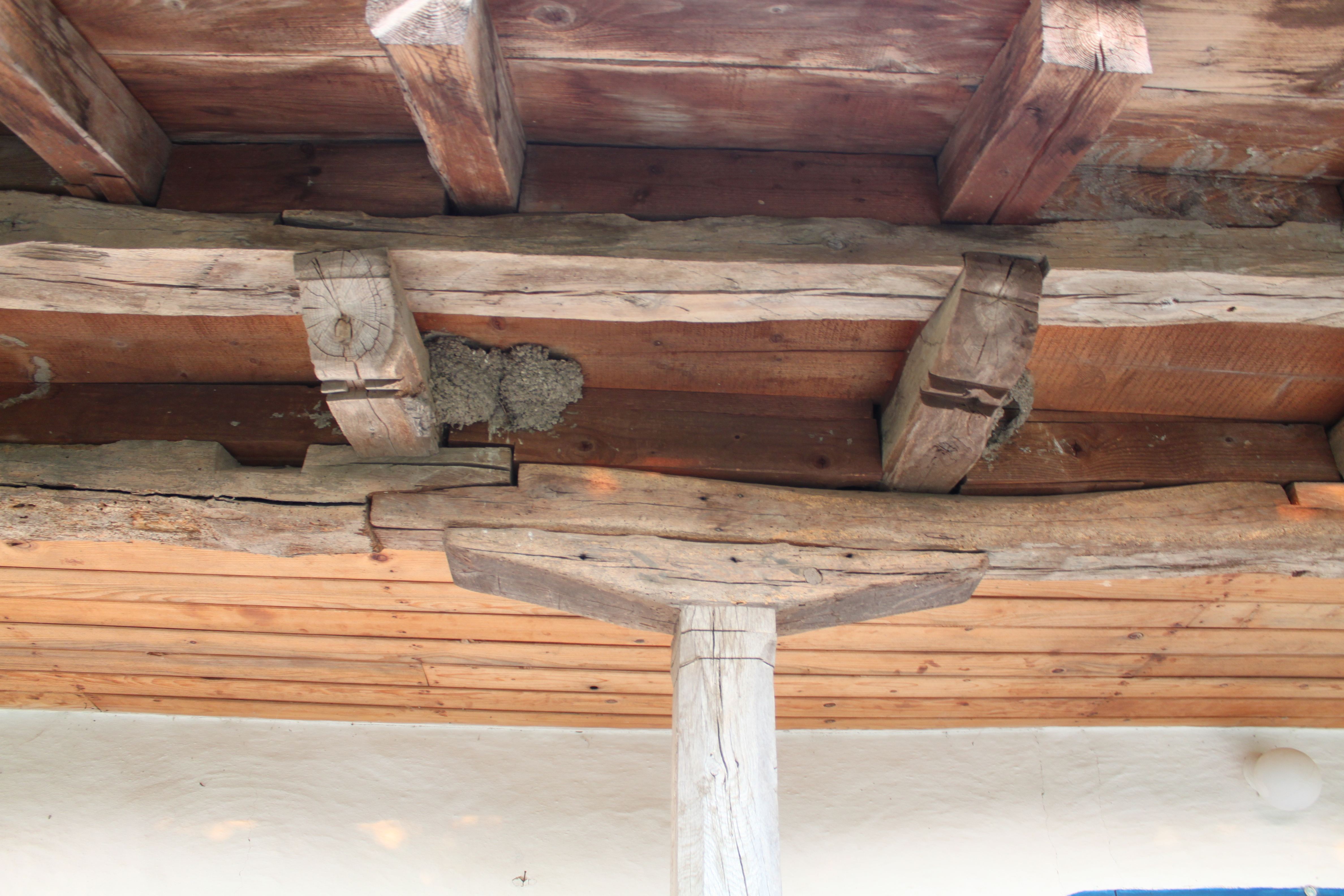
Detaliu acoperiş
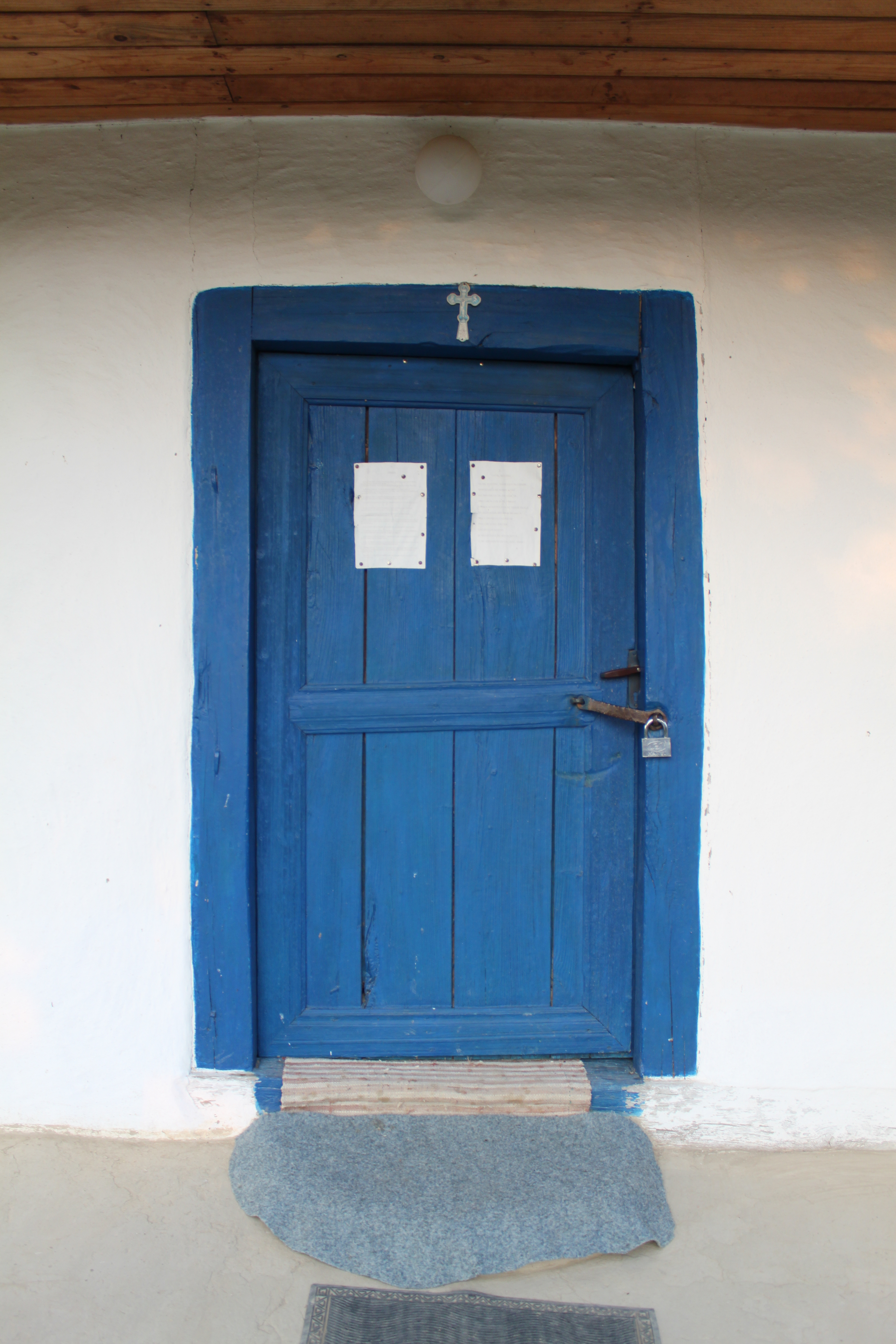
Intrarea în biserică
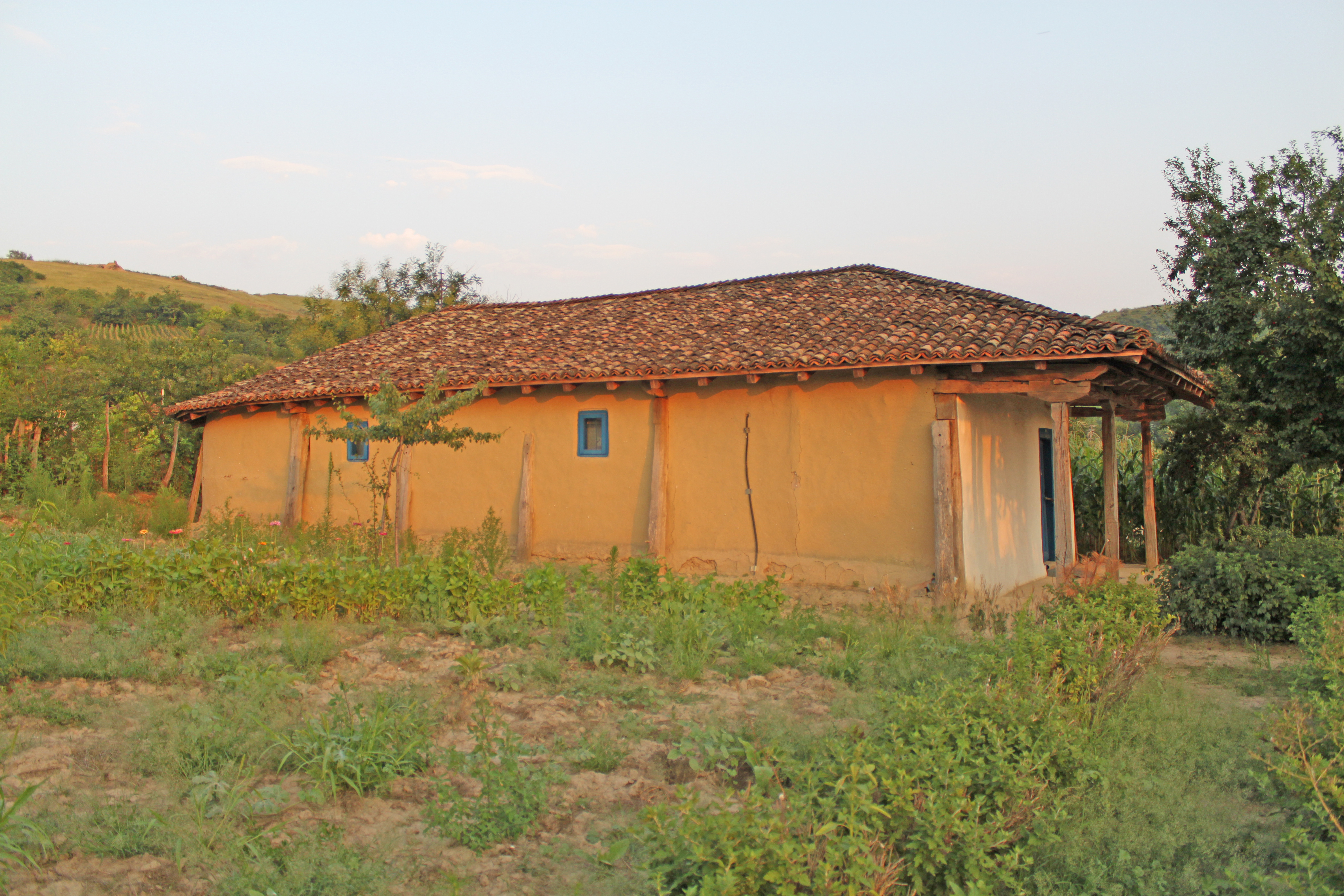
Biserica văzută din nord-vest
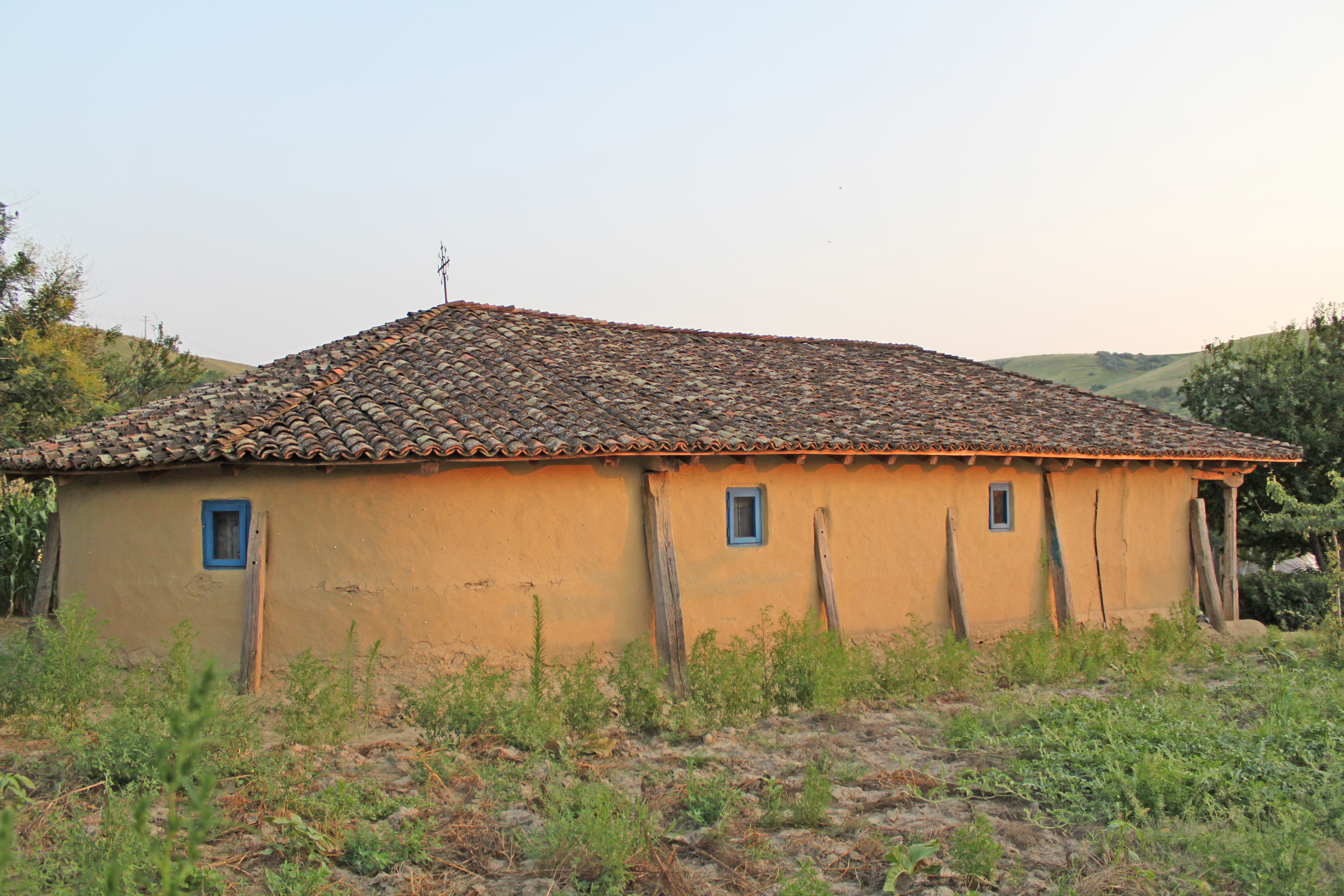
Biserica văzută din nord-est
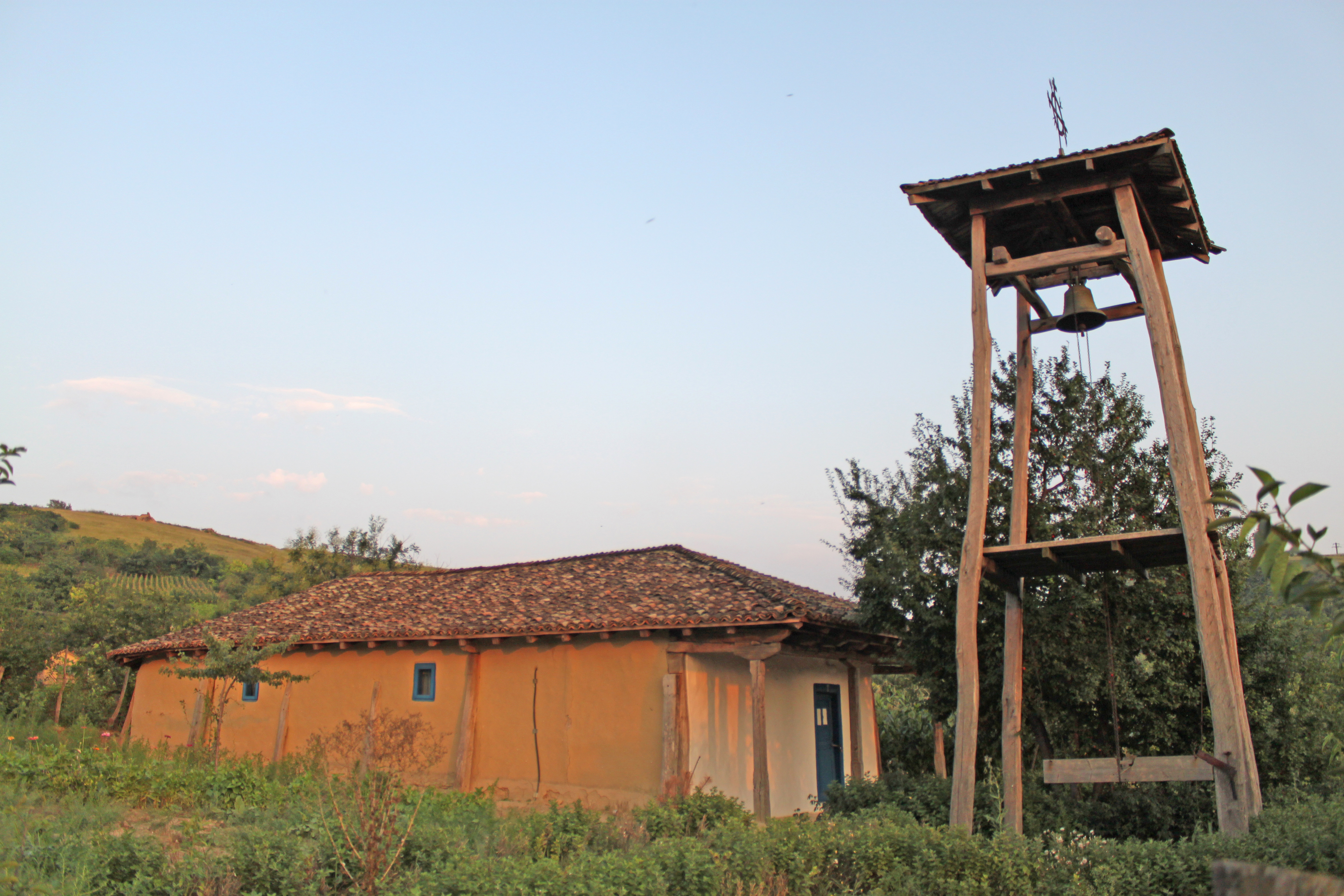
Vedere de ansamblu, biserica şi clopotniţa